# Watch Out for This (Bumaye)
Watch Out for This (Bumaye) is een single van Major Lazer featuring Busy Signal, The Flexican & FS Green.
In de week van 30 maart 2013 was het een Dancesmash op Radio 538.

## Tracklist
| Soort geluidsdrager | Uitgebracht | Tracks                                   | Duur |
| ------------------- | ----------- | ---------------------------------------- | ---- |
| Cd-single           | 04-03-2013  | Watch Out for This (Bumaye) (Radio Edit) | 3:19 |

## Hitnoteringen
| Hitlijst            | Datum van binnenkomst | Hoogste positie | Aantal weken | Laatste notering |
| ------------------- | --------------------- | --------------- | ------------ | ---------------- |
| Single Top 100      | 09-03-2013            | 7               | 30           | 28-09-2013       |
| Nederlandse Top 40  | 30-03-2013            | 6               | 21           | 17-08-2013       |
| Vlaamse Ultratop 50 | 23-03-2013            | 5               | 27           | 21-09-2013       |
| Waalse Ultratop 50  | 27-04-2013            | 8               | 28           | 02-11-2013       |
| Deense Top 40       | 10-05-2013            | 14              | 12           | 26-07-2013       |
| Duitse Top 100      | 03-08-2013            | 27              | 7            | 14-09-2013       |
| Franse Top 200      | 27-04-2013            | 4               | 30           | *                |
| Oostenrijkse Top 75 | 07-06-2013            | 40              | 11           | 27-09-2013       |
| Zweedse Top 60      | 02-08-2013            | 38              | 10           | 04-10-2013       |
| Zwitserse Top 75    | 09-06-2013            | 23              | 20           | 27-10-2013       |

| Hitnotering: 30-03-2013 t/m 17-08-2013 | Hitnotering: 30-03-2013 t/m 17-08-2013 | Hitnotering: 30-03-2013 t/m 17-08-2013 | Hitnotering: 30-03-2013 t/m 17-08-2013 | Hitnotering: 30-03-2013 t/m 17-08-2013 | Hitnotering: 30-03-2013 t/m 17-08-2013 | Hitnotering: 30-03-2013 t/m 17-08-2013 | Hitnotering: 30-03-2013 t/m 17-08-2013 | Hitnotering: 30-03-2013 t/m 17-08-2013 | Hitnotering: 30-03-2013 t/m 17-08-2013 | Hitnotering: 30-03-2013 t/m 17-08-2013 | Hitnotering: 30-03-2013 t/m 17-08-2013 | Hitnotering: 30-03-2013 t/m 17-08-2013 | Hitnotering: 30-03-2013 t/m 17-08-2013 | Hitnotering: 30-03-2013 t/m 17-08-2013 | Hitnotering: 30-03-2013 t/m 17-08-2013 | Hitnotering: 30-03-2013 t/m 17-08-2013 | Hitnotering: 30-03-2013 t/m 17-08-2013 | Hitnotering: 30-03-2013 t/m 17-08-2013 | Hitnotering: 30-03-2013 t/m 17-08-2013 | Hitnotering: 30-03-2013 t/m 17-08-2013 | Hitnotering: 30-03-2013 t/m 17-08-2013 | Hitnotering: 30-03-2013 t/m 17-08-2013 |
| Week:                                  | 1                                      | 2                                      | 3                                      | 4                                      | 5                                      | 6                                      | 7                                      | 8                                      | 9                                      | 10                                     | 11                                     | 12                                     | 13                                     | 14                                     | 15                                     | 16                                     | 17                                     | 18                                     | 19                                     | 20                                     | 21                                     |                                        |
| -------------------------------------- | -------------------------------------- | -------------------------------------- | -------------------------------------- | -------------------------------------- | -------------------------------------- | -------------------------------------- | -------------------------------------- | -------------------------------------- | -------------------------------------- | -------------------------------------- | -------------------------------------- | -------------------------------------- | -------------------------------------- | -------------------------------------- | -------------------------------------- | -------------------------------------- | -------------------------------------- | -------------------------------------- | -------------------------------------- | -------------------------------------- | -------------------------------------- | -------------------------------------- |
| Positie:                               | 26                                     | 10                                     | 6                                      | 8                                      | 10                                     | 10                                     | 9                                      | 9                                      | 11                                     | 11                                     | 13                                     | 12                                     | 11                                     | 13                                     | 13                                     | 16                                     | 20                                     | 21                                     | 28                                     | 34                                     | 40                                     | uit                                    |

| Hitnotering: 09-03-2013 t/m | Hitnotering: 09-03-2013 t/m | Hitnotering: 09-03-2013 t/m | Hitnotering: 09-03-2013 t/m | Hitnotering: 09-03-2013 t/m | Hitnotering: 09-03-2013 t/m | Hitnotering: 09-03-2013 t/m | Hitnotering: 09-03-2013 t/m | Hitnotering: 09-03-2013 t/m | Hitnotering: 09-03-2013 t/m | Hitnotering: 09-03-2013 t/m | Hitnotering: 09-03-2013 t/m | Hitnotering: 09-03-2013 t/m | Hitnotering: 09-03-2013 t/m | Hitnotering: 09-03-2013 t/m | Hitnotering: 09-03-2013 t/m | Hitnotering: 09-03-2013 t/m | Hitnotering: 09-03-2013 t/m | Hitnotering: 09-03-2013 t/m | Hitnotering: 09-03-2013 t/m | Hitnotering: 09-03-2013 t/m |
| Week:                       | 1                           | 2                           | 3                           | 4                           | 5                           | 6                           | 7                           | 8                           | 9                           | 10                          | 11                          | 12                          | 13                          | 14                          | 15                          | 16                          | 17                          | 18                          | 19                          | 20                          |
| --------------------------- | --------------------------- | --------------------------- | --------------------------- | --------------------------- | --------------------------- | --------------------------- | --------------------------- | --------------------------- | --------------------------- | --------------------------- | --------------------------- | --------------------------- | --------------------------- | --------------------------- | --------------------------- | --------------------------- | --------------------------- | --------------------------- | --------------------------- | --------------------------- |
| Positie:                    | 75                          | 60                          | 26                          | 7                           | 7                           | 9                           | 11                          | 11                          | 9                           | 9                           | 14                          | 17                          | 19                          | 20                          | 17                          | 18                          | 20                          | 17                          | 18                          | 19                          |
| Week:                       | 21                          | 22                          | 23                          | 24                          | 25                          | 26                          | 27                          | 28                          | 29                          | 30                          | 31                          | 32                          | 33                          | 34                          | 35                          | 36                          | 37                          | 38                          | 39                          | 40                          |
| Positie:                    | 21                          | 25                          | 28                          | 41                          | 38                          | 47                          | 58                          |                             |                             |                             |                             |                             |                             |                             |                             |                             |                             |                             |                             |                             |

| Hitnotering: 23-03-2013 t/m | Hitnotering: 23-03-2013 t/m | Hitnotering: 23-03-2013 t/m | Hitnotering: 23-03-2013 t/m | Hitnotering: 23-03-2013 t/m | Hitnotering: 23-03-2013 t/m | Hitnotering: 23-03-2013 t/m | Hitnotering: 23-03-2013 t/m | Hitnotering: 23-03-2013 t/m | Hitnotering: 23-03-2013 t/m | Hitnotering: 23-03-2013 t/m | Hitnotering: 23-03-2013 t/m | Hitnotering: 23-03-2013 t/m | Hitnotering: 23-03-2013 t/m | Hitnotering: 23-03-2013 t/m | Hitnotering: 23-03-2013 t/m | Hitnotering: 23-03-2013 t/m | Hitnotering: 23-03-2013 t/m | Hitnotering: 23-03-2013 t/m | Hitnotering: 23-03-2013 t/m | Hitnotering: 23-03-2013 t/m |
| Week:                       | 1                           | 2                           | 3                           | 4                           | 5                           | 6                           | 7                           | 8                           | 9                           | 10                          | 11                          | 12                          | 13                          | 14                          | 15                          | 16                          | 17                          | 18                          | 19                          | 20                          |
| --------------------------- | --------------------------- | --------------------------- | --------------------------- | --------------------------- | --------------------------- | --------------------------- | --------------------------- | --------------------------- | --------------------------- | --------------------------- | --------------------------- | --------------------------- | --------------------------- | --------------------------- | --------------------------- | --------------------------- | --------------------------- | --------------------------- | --------------------------- | --------------------------- |
| Positie:                    | 40                          | 24                          | 15                          | 12                          | 11                          | 6                           | 5                           | 8                           | 8                           |                             |                             |                             |                             |                             |                             |                             |                             |                             |                             |                             |